# زينب أسامة
زينب أسامة (19 مايو) مغنية مغربية. شاركت في برنامج اكتشاف المواهب الغنائية (اكس فاكتور) ووصلت إلى مرحلة قبل الحفلات المباشرة. كما شاركت في برنامج ستار أكاديمي في الموسم التاسع عام 2013 ووصلت إلى الحلقة النهائية لكنها خسرت اللقب. في عام 2016 شاركت في مهرجان (موازين).
 شكل كليب " دادا حيانى " الذى أصدرته فى 2018 انطلاقة ثانية لها نحو الشهرة

## حياتها
ولدت في بمدينة الدار البيضاء لأسرة مغربية مسلمة، عشقت الفن منذ صغرها وكانت تغني في الحفلات المدرسية وحفلات العائلة مما دفع والدها لتسجيلها بإحدى المعاهد الموسيقية بمدينة الدار البيضاء بعد أن أقنعه خالها.
في عام 2012 سافرت إلى مصر (القاهرة تحديدأ) وشاركت في مسابقة غنائية في دار الأوبرا المصرية وفازت فيها عن جدارة وكانت أول مغربية تفوز بهذه المسابقة، وفي عام 2013 شاركت في برنامج اكس فاكتور وأقنعت اللجنة المكونة من الفنان حسين الجسمي والفنانة إليسا والفنانة كارول سماحة والفنان وائل كفوري مما دفعهم جميعهم لقبولها ولكنها خرجت من البرنامج قبل مرحلة العروض المباشرة، وفي نفس السنة شاركت في الموسم التاسع من برنامج ستار أكاديمي الذي كان الانطلاقة الحقيقية لها حيث تعرّف عليها العالم العربي وغنًّت بجانب كبار الفنانيين وكانت وصيفة حامل اللقب، بعدها بأشهر قليلة تم اختيارها من طرف الشركة المنتجة لبرنامج ستار أكاديمي 9 للمشاركة في برنامج أجمل سنين عمرنا.

## أعمالها الفنية

### الأغاني
- خلّيك معايا.[2]
- أوبريت حقّك ياقدس علينا، مع عدد من الفنانيين.[3]
- أوبريت الله يخليكي لياّ يا أمي، مع عدد من الفنانيين.[4]
- يارب سامحني.[5]
- مقدرش أعيش.[6]
- ديو عشقنا الأرض مع الفنان كريم العمودي.[7]
- أزمة ثقة.[8]
- ولد النّاس.[9]
- ديو باينة مع الفنان شاب ريّان.[10]
- شاركت الرابور المغربي El paisano في غناء أغنية ضد العنف.
- دادا حيّاني.[11]
- كيفى كيف الناس
- دار العام
- بنت الليل
- مشات عليك
- باينة
- لالة العروسة
- إينا لغة
- وا ياراسى

### المهرجانات
- مهرجان فلسطين بالرًباط.[وصلة مكسورة][12]
- مهرجان أصوات نسائية، بتطوان.[13]
- المهرجان الوطني لموسيقى الشباب.[14]
- مهرجان موازين.[15]
- مهرجان الموضة العربية بالقاهرة.[16]